# Martin Harris
Martin Harris fut l'un des premiers membres de l'Église de Jésus-Christ des saints des derniers jours et l'un de « Trois Témoins » des plaques du Livre de Mormon

## Référence culturelle
Martin Harris apparait dans l'épisode 12 de la saison 7 de South Park, l'épisode étant consacré au mormonisme.